# Jean-Baptiste Debrun
Jean-Baptiste Debrun, né le 5 décembre 1750 à Mâcon, mort le 27 avril 1831 à Le Villars, est un général français de la révolution et de l’Empire.

## Biographie
Le père de Jean-Baptiste Debrun est un boulanger. Jean-Bapitste est un jeune turbulent, indiscipliné qui s'engage, à 18 ans, au régiment d'Aquitaine. Il participe en Corse à la campagne contre la résistance de Pascal Paoli. Il embarque ensuite pour le Levant et lutte contre les pirates tunisiens.
Il quitte l'armée quelque temps puis se fait rengager au régiment d'Enghien. Il fait partie du corps expéditionnaire d'Amérique et au retour il est nommé sergent et libéré. Il obtient la charge de contrôleur d'octroi à Mâcon. Mais avec la révolution la Garde nationale abesoin d'hommes et Debrun devient capitaine au 1er bataillon de volontaires de Saône-et-Loire le 30 septembre 1791, puis lieutenant-colonel le 2 octobre 1791 ; il est promu général de brigade le 3 septembre 1793, et général de division le 1er octobre 1793.
Il est fait prisonnier le 20 septembre 1795 à la capitulation de Mannheim, libéré sur parole. Attaché au grand quartier général de l'Armée d'Orient, Inspecteur général de cavalerie après le coup d'État du 18 brumaire.